# The Stain
The Stain (en español, La mancha) es una película muda estadounidense de 1914 dirigida por Frank Powell y protagonizada por Edward José y Thurlow Bergen. Su reparto también incluye a Theda Bara en su debut en la pantalla, aunque acreditada bajo su nombre de nacimiento Theodosia Goodman. La película fue rodada en los Fox Studio en Fort Lee, Nueva Jersey y en el lago Ronkonkoma, Nueva York. Se creyó perdida hasta que una copia completa fue encontrada en Australia en los años 1990 y preservada en la George Eastman House.

## Reparto
- Edward José como Stevens (más tarde El juez)
- Thurlow Bergen como El joven abogado
- Virginia Pearson como la hija de Stevens
- Eleanor Woodruff como la esposa de Stevens
- Sam Ryan como El jefe político
- Theodosia Goodman como pandillera
- Creighton Hale como empleado de oficina

## Argumento
Stevens, cajero en un banco, es ambicioso. Su deseo es ser abogado. Se queda en el banco por la noche para estudiar, pero no puede pagarse la universidad. Manejando grandes cantidades de dinero todos los días, la tentación de robar algo es fuerte, pero se reprime hasta que una noche un cliente tardío llega con un depósito de varios miles de dólares. Toma el dinero pero su esposa se niega a huir con él, por lo que la abandona a ella y su hija.
Tiempo después, vive en otra ciudad bajo otra identidad. Ha satisfecho su ambición y gracias al jefe político del lugar ha sido nombrado juez. Se ha enamorado de la hija de su amigo el jefe, pero el recuerdo de su esposa le impide actuar.
Mientras tanto, la señora Stevens ha caído en la indigencia e, incapaz de mantenerla, tiene que dejar a su hija en un orfanato. No consigue encontrar trabajo y es encontrada inconsciente y llevada al hospital. Su bolso, con sus documentos de identificación, ha quedado en la calle y es encontrado por otra vagabunda en fase terminal por consunción. La mujer muere de frío y al ser hallada, es tomada como la señora Stevens por los papeles del bolso. Su muerte es informada por ese nombre y, al leer la noticia en el periódico, Stevens creyéndose viudo se casa con la hija del jefe político.
Este decide entonces apoyar la elección de Stevens, ahora Harding, como gobernador del estado, pero tiene un fuerte rival en un joven abogado, Norris. Intentan comprarle, pero es insobornable. La hija de los Stevens fue adoptada y ahora resulta que es la secretaria del abogado honesto. Ella incurre en el mismo delito que su padre sin saberlo y roba un brazalete en unos grandes almacenes; es juzgada por el rival de su jefe, que ejerce como su defensa. La directora del orfanato viene a ver el juicio, reconoce a la joven y lleva con ella a la señora Stevens, que reconoce en el juez Harding al marido que la abandonó años atrás. Mientras el jurado se retira a deliberar, la señora Stevens lo acusa públicamente.